# Khunti
Khunti ist eine Stadt im indischen Bundesstaat Jharkhand.
Die Stadt ist Hauptort des gleichnamigen Distrikt Khunti. Khunti wird als ein Nagar Panchayat verwaltet. Die Stadt ist in 11 Wards gegliedert.

## Demografie
Die Einwohnerzahl der Stadt liegt laut der Volkszählung von 2011 bei 36.390. Khunti hat ein Geschlechterverhältnis von 903 Frauen pro 1000 Männer und damit einen für Indien üblichen Männerüberschuss. Die Alphabetisierungsrate lag bei 83,1 % im Jahr 2011. Knapp 52 % der Bevölkerung sind Hindus, ca. 20 % sind Christen, ca. 11 % sind Muslime und ca. 17 % gehören einer anderen oder keiner Religion an. 13,1 % der Bevölkerung sind Kinder unter 6 Jahren. 38,5 % der Bevölkerung sind Scheduled Tribes.

## Wirtschaft
Der große Teil der Bevölkerung sind Stammesangehörige und für ihren Lebensunterhalt auf Landwirtschaft und Forstwirtschaft angewiesen. Die mangelnde Ernährungssicherheit auf den Dörfern hat viele Stammesfamilien gezwungen, aus ihren eigenen Dörfern abzuwandern.